# Štrbské Solisko
Štrbské Solisko je vrch o nadmořské výšce 2301 m n. m. ve Vysokých Tatrách na Slovensku. Vypíná se v západní části Vysokých Tater, severoseverozápadně od osady Štrbské Pleso. Odděluje Mlynickou a Furkotskou dolinu.